# Paluan
Paluan is een gemeente in de Filipijnse provincie Occidental Mindoro op het eiland Mindoro. Bij de laatste census in 2007 had de gemeente bijna 14 duizend inwoners.

## Geografie

### Bestuurlijke indeling
Paluan is onderverdeeld in de volgende 12 barangays:
| - Alipaoy - Bagong Silang Pob. - Handang Tumulong Pob. - Harrison - Lumangbayan - Mananao | - Mapalad Pob. - Marikit - Pag-Asa Ng Bayan Pob. - San Jose Pob. - Silahis Ng Pag-Asa Pob. - Tubili |

## Demografie
Paluan had bij de census van 2007 een inwoneraantal van 13.718 mensen. Dit zijn 1.695 mensen (14,1%) meer dan bij de vorige census van 2000. De gemiddelde jaarlijkse groei komt daarmee uit op 1,84%, hetgeen lager is dan het landelijk jaarlijks gemiddelde over deze periode (2,04%). Vergeleken met de census van 1995 is het aantal mensen met 2.484 (22,1%) toegenomen.

De bevolkingsdichtheid van Paluan was ten tijde van de laatste census, met 13.718 inwoners op 564,5 km², 24,3 mensen per km².